# Sonata fletowa (Prokofjew)
Sonata D-dur na flet i fortepian op. 94 – sonata na flet poprzeczny i fortepian; utwór kameralny napisany przez Siergieja Prokofjewa w latach 1942–1943.
Prawykonanie utworu odbyło się 7 grudnia 1943 w Moskwie. Partię fletu wykonał Mikołaj Charkowski, któremu akompaniował Swiatosław Richter. W 1946 nakładem wydawnictwa Muzgiz ukazały się nuty kompozycji w transkrypcji na skrzypce i fortepian (wersji pierwotnej nie wydano drukiem).

## Historia
Prokofjew zaczął pisać Sonatę we wrześniu 1942, podczas pobytu w Ałmaty. Dzieło zostało ostatecznie ukończone jesienią następnego roku, kiedy to autor przebywał od lata w Mołotowie.

## Budowa
Kompozycja składa się z czterech części:
1. Moderato – forma sonatowa o śpiewnym temacie głównym[3] oraz prostą fakturą ekspozycji[4]
2. Presto – scherzo w formie ronda z tematem pobocznym stylizowanym na walc[5][6] oraz środkowym kuplettem w metrum dwudzielnym[4] o charakterze ludowym[5]
3. Andante[4] – o repryzie przypominającej Sonatę skrzypcową Claude'a Debussy'ego[5]
4. Allegro con brio – rondo o marszowym refrenie nawiązującym do Piotrusia i wilka[6][7] oraz temacie obocznym przypominającym temat oboczny z I części Symfonii klasycznej[7]

Charakter Sonaty jest pogodny. Nawiązuje ona do estetyki Symfonii klasycznej i I koncertu skrzypcowego Prokofjewa. Czas trwania utworu wynosi ok. 23 minuty.

## Sonata skrzypcowa
Dawid Ojstrach, po wysłuchaniu kompozycji, postanowił namówić Prokofjewa do napisania transkrypcji, gdyż jego zdaniem mogła ona „dobrze zabrzmieć na skrzypcach – by tak powiedzieć – w kształcie bardziej pełnokrwistym” (zdaniem Richtera „wersja fletowa jest nieporównanie lepsza”). Skrzypek przygotował na prośbę kompozytora różne warianty przeredagowanych fragmentów, z których Prokofjew dokonał ostatecznego wyboru. Prawykonanie transkrypcji (oznaczonej w numeracji opusowej jako op. 94bis) miało miejsce 17 czerwca 1944 w wykonaniu Ojstracha (skrzypce) i Lwa Oborina (fortepian).
Nagrania op. 94bis dokonał m.in. Isaac Stern. W latach 40. propagatorem utworu w Stanach Zjednoczonych był József Szigeti. W 1979 Sonata znalazła się w programie II etapu międzynarodowego konkursu skrzypcowego w Montreal.